# Jan Pieniążek
Jan Pieniążek (ur. 10 czerwca 1881 w Mokrej Stronie, obecnie część Przeworska, zm. 28 kwietnia 1963 w Przeworsku) – polski polityk, działacz PSL „Piast” i OZN.

## Życiorys
Urodził się 10. czerwca 1881 roku jako syn Wojciecha i Małgorzaty z domu Kotlińskiej. Ukończył pięcioklasową szkołę ludową w Przeworsku.
Od 1902 roku jako poborowy w armii austriackiej (6 pułk w Rzeszowie); od 1905 roku wachmistrz rezerwy. Przed I wojną światową  czynny w organizacjach społecznych i samorządowych: członek  rady powiatowej, rady nadzorczej Stowarzyszenia Kółek Rolniczych, członek
Drużyn Bartoszowych. Uczestnik I wojny światowej  do czerwca 1918 roku, w lipcu zdezerterował z armii austriackiej; jeden z organizatorów kompanii w powiecie przeworskim do obrony Lwowa 1918–1919. W 1919–1920 pomagał w tworzeniu terenowych organów
administracji  państwowej, członek Rady Powiatowej na powiat  Łańcut i Przeworsk. Od 1911 roku  mąż zaufania PSL, w 1919–31 prezes Zarządu Powiatowego PSL „P” w Przeworsku, w latach 1921–1924 i 1927–1931 członek Rady Nadzorczej, a 1926–31 członek ZG PSL „P”. W 1920 roku członek Komitetu Obrony Państwa. Po zamachu majowym 1926 roku przeciwnik obozu sanacyjnego, zwolennik zjednoczenia ruchu ludowego. W trakcie wyborów 1930 roku oskarżony o działalność na szkodę państwa, śledztwo nie potwierdziło zarzutów.
W tzw. procesie brzeskim świadek obrony Wincentego Witosa. Właściciel piętnastohektarowego gospodarstwa rolnego, działacz samorządowy i społeczny: wójt gminy Mokra Strona (1920–1933), członek Wydziału  Powiatowego, prezes powiatowego Związku Wójtów, wiceprezes Okręgowego Towarzystwa Rolniczego w Przeworsku, członek  ZG Małopolskiego Towarzystwa  Rolniczego w Krakowie, członek Zarządu Centralnego Związku  Kółek Rolniczych w Warszawie, radca Izby Rolnej we Lwowie, prezes Drobnych Plantatorów Buraka Cukrowego w Przeworsku, członek Zarządu Banku Ziemi Przeworskiej, członek Komitetu Kościoła Parafialnego w Przeworsku, ponadto sędzia łowiecki na powiat Przeworsk i sędzia Komisji Rozjemczej dla Rozłożenia i Umorzenia Długów Zaciągniętych przez Rolników, dyrektorów Spółdzielni Handlowo-Rolniczej.
Po zjednoczeniu ruchu ludowego i powstaniu SL, w  latach 1931–1932 członek RN. Za niesubordynację wobec decyzji NKW SL w sprawie składu personalnego Zarządu Powiatowego SL w Przeworsku i kontakty z obozem sanacyjnym zawieszony w prawach członka stronnictwa (28 marca 1932). Współtworzył Chłopskie Stronnictwo Rolnicze w powiecie przeworskim, a w 1935 roku  wybrano go do Wojewódzkiego  Komitetu Wykonawczego tej partii w Krakowie. Według relacji własnej w 1938 roku nie zgodził się z decyzją SL o bojkocie wyborów i nie został wykluczony z partii, w Sejmie bezpartyjny. Od 1938 roku członek OZN, z rekomendacji którego nominowany radcą Izby Rolniczej we Lwowie. We wrześniu 1939 roku  wraz z innymi parlamentarzystami ewakuowany z Warszawy na wschodnie ziemie RP. Zatrzymany przez władze radzieckie, zbiegł z transportu w czasie zsyłki, przedostał się na stronę niemiecką. Wycofał się z działalności politycznej.  Zmarł 28 kwietnia 1963 roku w Przeworsku,  pochowany na cmentarzu komunalnym

## Działalność polityczna
Poseł na Sejm Ustawodawczy (1919–1922), I kadencji (1922–1927), II kadencji (1928–1930) i V kadencji (1938–1939). W 1919 rok  uzyskał mandat z listy nr 5 w okręgu wyborczym  nr 45 (Jarosław), w 1922 roku zdobył mandat z listy nr 1 (PSL) w okręgu wyborczym  nr 47 (Rzeszów), w 1928 roku z listy nr 25 (Polski Blok Katolicki PSL „P” i ChD) w okręgu wyborczym  nr 47 (Rzeszów), w 1938 roku  w okręgu wyborczym  nr 79 (Łańcut).

## Życie prywatne
Żonaty z  Ewą  Teresą  z domu Konieczna (1890–1960), miał synów  Stanisława (ur. 1908), Jana (1909–1961), Józefa  (ur. 1911), Tadeusza (1916–1917), Tadeusza (ur. 1922) oraz córki Zofię  Kotlińską (ur. 1912), Katarzynę  Kisiel (ur. 1914), Annę Dec (ur. 1918), Teresę Kisiel (ur. 1920–1999).

## Odznaczenia
- Srebrny Krzyż Zasługi

## Literatura
- T. Rzepecki, Sejm 1919
- Sejm 1919
- Skład Sejmu Ust. 1919
- Skład Sejmu Ust. 1920
- Komisje Sejmu Ust.
- Skorowidz Sejmu Ust.
- T. i K. Rzepeccy, Sejm i Senat 1922-27
- Skład Sejmu 1923
- Skład Sejmu 1925
- Komisje Sejmu 1923
- A. Bełcikowska, Przewodnik, 1925
- Skorowidz Sejmu 1922-27
- T. i W. Rzepeccy, Sejm i Senat 1928-33
- Skład Sejmu 1928
- Parlament RP, 1928
- Skorowidz Sejmu 1928-30
- Skład Sejmu 1930
- Skład i komisje Sejmu 1938 (grudzień)
- Scriptor 43
- Sejm i Senat 1939
- BS: odpis skrócony aktu zgonu nr 90/63 z USC Przeworsk, 23 VII 1999, obszerne materiały nadesłane przez syna Tadeusza, m.in. życiorys posła przeznaczony dla Komisji Historycznej przy NK ZSL, 23 XII 1999; CAW: akta Krzyża i Medalu Niepodległości, wnioski odrzucone, 31 I 1938
- A. Bełcikowska, Stronnictwa i związki, 1925
- PSB, t. XXVI, 1981
- Sł. działaczy lud., 1989
- Kto był kim, 1994
- Leksykon, 1995
- P. Popiel, Jan Pieniążek, „Gospodarz”, nr 4, 1997